# Huerta de Maule

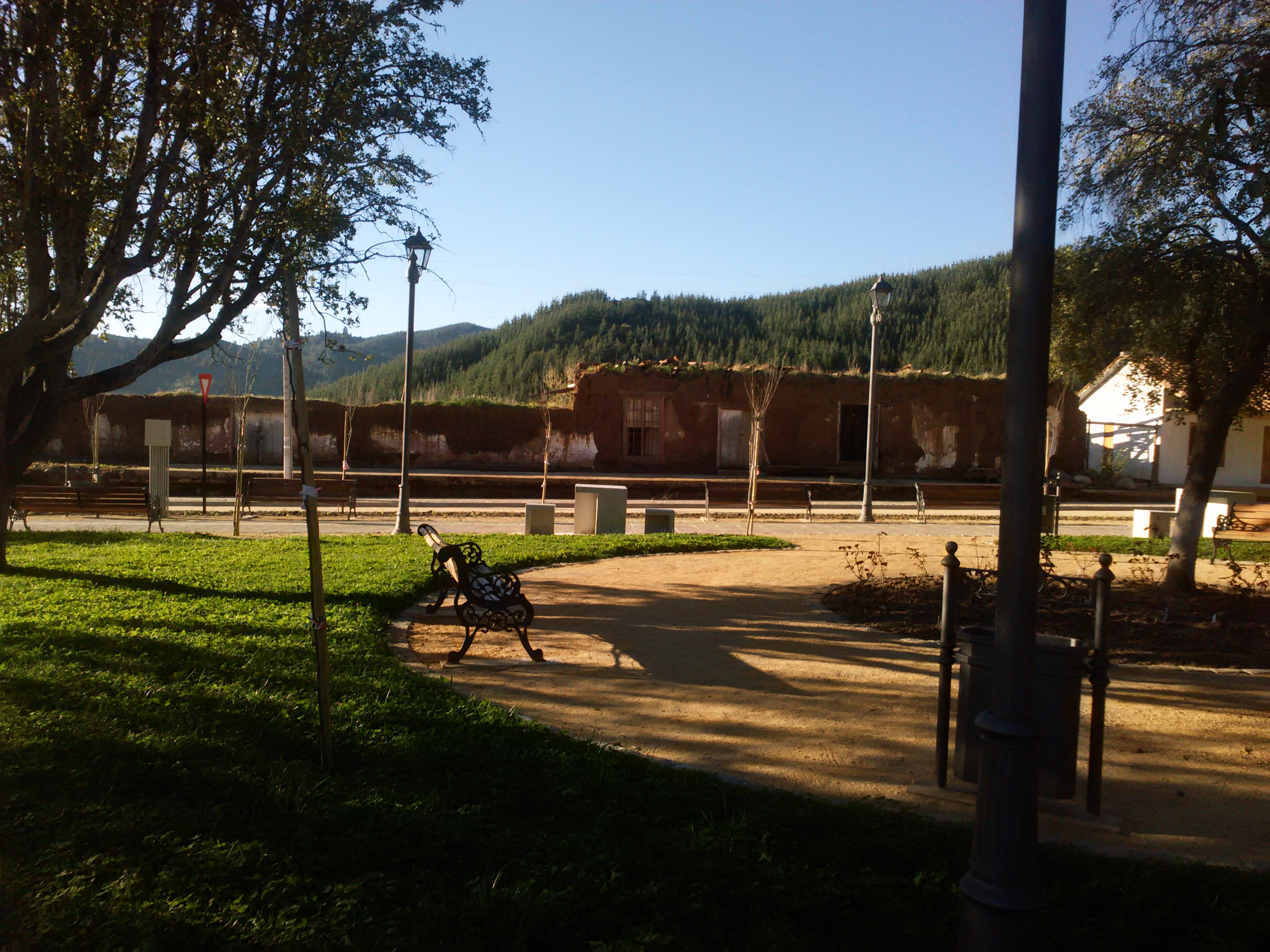
Arquitectura tradicional del pueblo

Huerta de Maule es un pueblo  de la comuna de San Javier, Provincia de Linares, Región del Maule. Esta pintoresca y bucólica localidad del «Maule profundo», cuya población permanente actual no pasa de los 300 habitantes, fue más importante y poblada en otros tiempos, habiendo sido un lugar estratégico por su ubicación al sur del río Maule y cercana a la margen izquierda del río Loncomilla, a 38 km al oeste de San Javier, a 65 km al sudoeste de Talca y a 65 km al noroeste de Linares.

## Historia

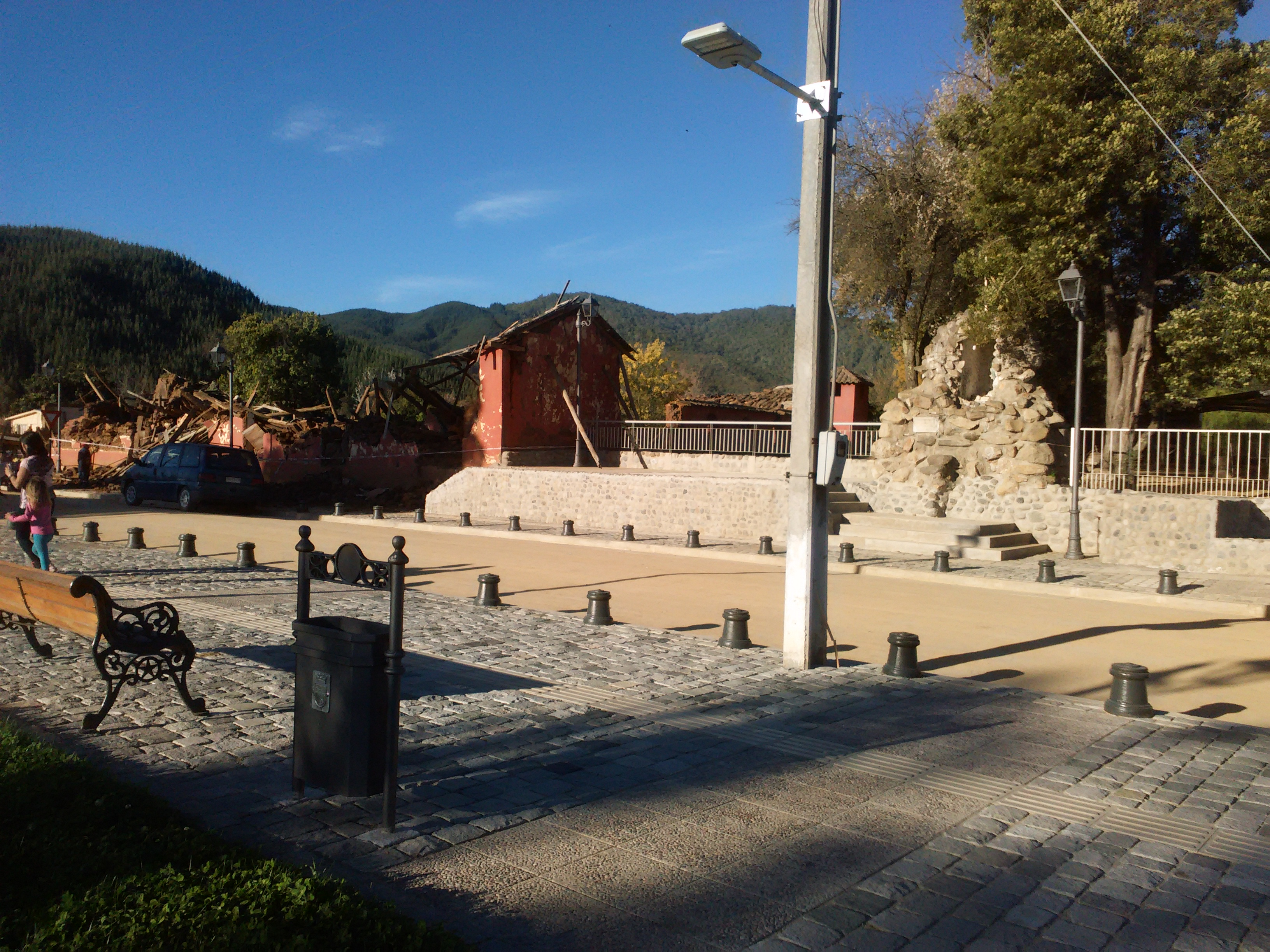
Arquitectura tradicional y Plaza de Armas

Huerta de Maule fue fundada oficialmente con el nombre de San Antonio de la Florida en 1754 aunque ya existía un asentamiento desde la segunda mitad del siglo XVII, el que estaba relacionado con la fundación de un convento franciscano y, según dice la tradición, al descubrimiento de vetas de oro en sus alrededores. 
Al igual que en toda la zona maulina, la población del lugar estaba muy arraigada a sus haciendas y, por muchas décadas, se resistió a trasladarse a las ciudades. Así como otros pueblos de la región, en el territorio de Huerta del Maule y sus alrededores, los asentamientos y los circuitos productivos y comerciales locales generaban intensa actividad, la que, sumada al papel de posta o parada obligada en el entonces largo trayecto de Santiago -o Talca- a Concepción, que Huerta de Maule cumplía entonces, mantenía al poblado vivo y pujante.

## Geografía
Huerta de Maule está asentada en laderas de cerros del cordón de la Cordillera de la Costa que se encuentra al oeste del río Loncomilla y al Sur del río Maule, en las inmediaciones de San Javier y a pocos kilómetros de la vía asfaltada que une a esta ciudad con Constitución.

### Coordenadas
- Latitud:	-35.6667; (DMS): 35° 40' 0S
- Longitud:	-71.9500; (DMS): 71° 57' 0W
- Altitud (metros):	496

### Demografía

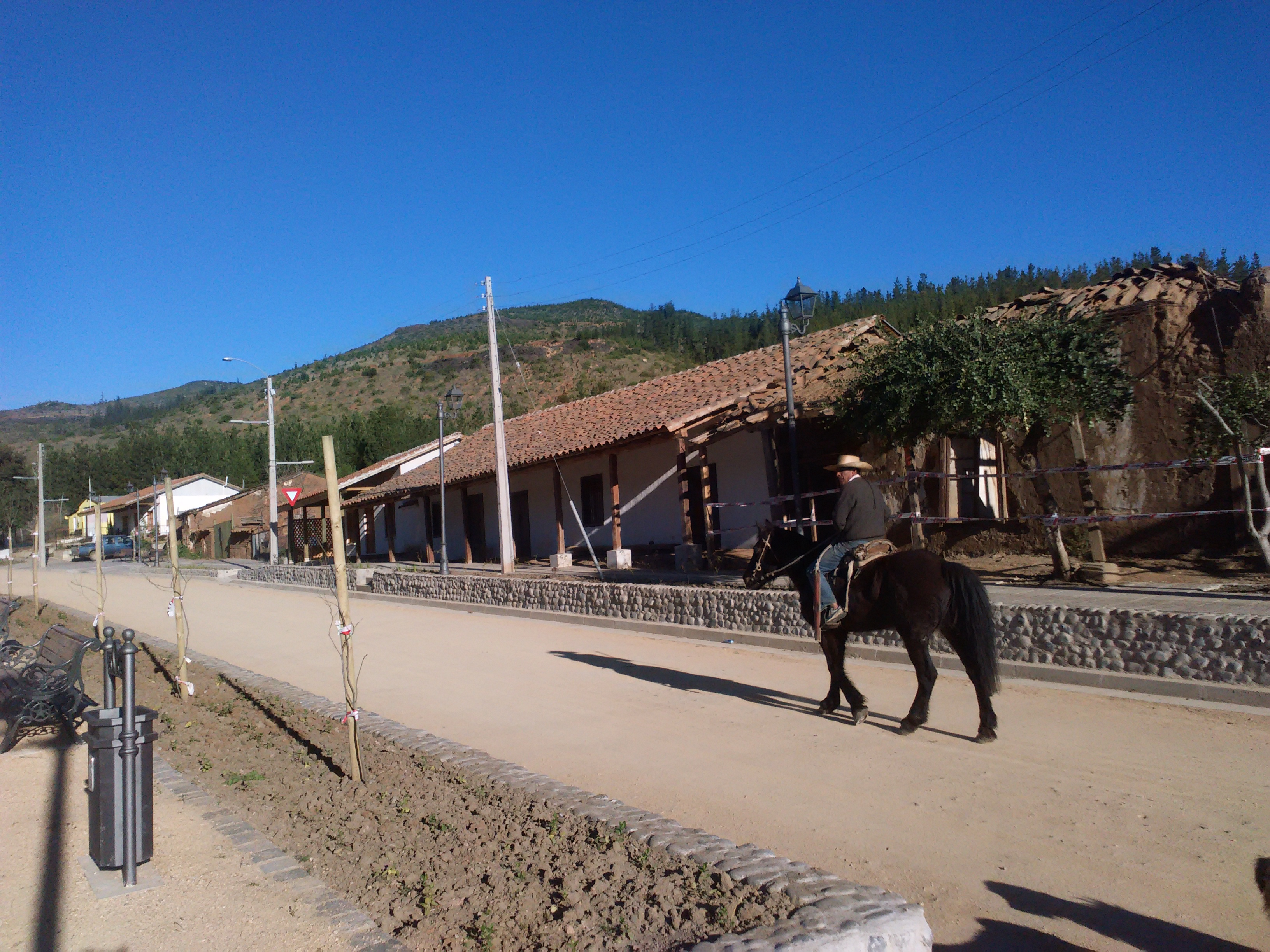
Fotografía de 2016.

El censo poblacional de 1992 da, para la aldea, una población de 308 personas. El de 2002 muestra que la población había caído a menos de 270. La población aproximada, en un radio de 7 kilómetros a partir del lugar es de 2700 personas.

### Terreno y Clima
El suelo es de topografía montañosa, con cierto grado de erosión de manto. El clima de la zona es templado húmedo, con una temperatura promedio de 14.4 °C y una precipitación media anual de 680 mm, que se concentra entre los meses de junio y agosto.

### Entorno
En las inmediaciones de Huerta de Maule se encuentra el "Parque las Vertientes" de 320 ha de superficie, calificado como "Área de Alto Valor Ambiental". Esta reserva de vegetación natural, propia del secano interior, es un parque único en el área y protege la cuenca hidrográfica de la cual se origina el agua potable de la localidad.
En los alrededores de Huerta de Maule existen extensas plantaciones de pino insigne, así como viñas, algunas de ellas de antiguo origen, tales como el Ranchillo y el Fundo Santa Rosa. de propiedad de la también encontramos el fundo de la Sr Virginia Corvalan que rodea al pueblo en gran parte. Hacia el este de la localidad se yergue un alto cordón de cerros, entre los que destaca el verde Gupo, el más alto de todo, verdadera atalaya de la región.

## Arquitectura y aspectos típicos

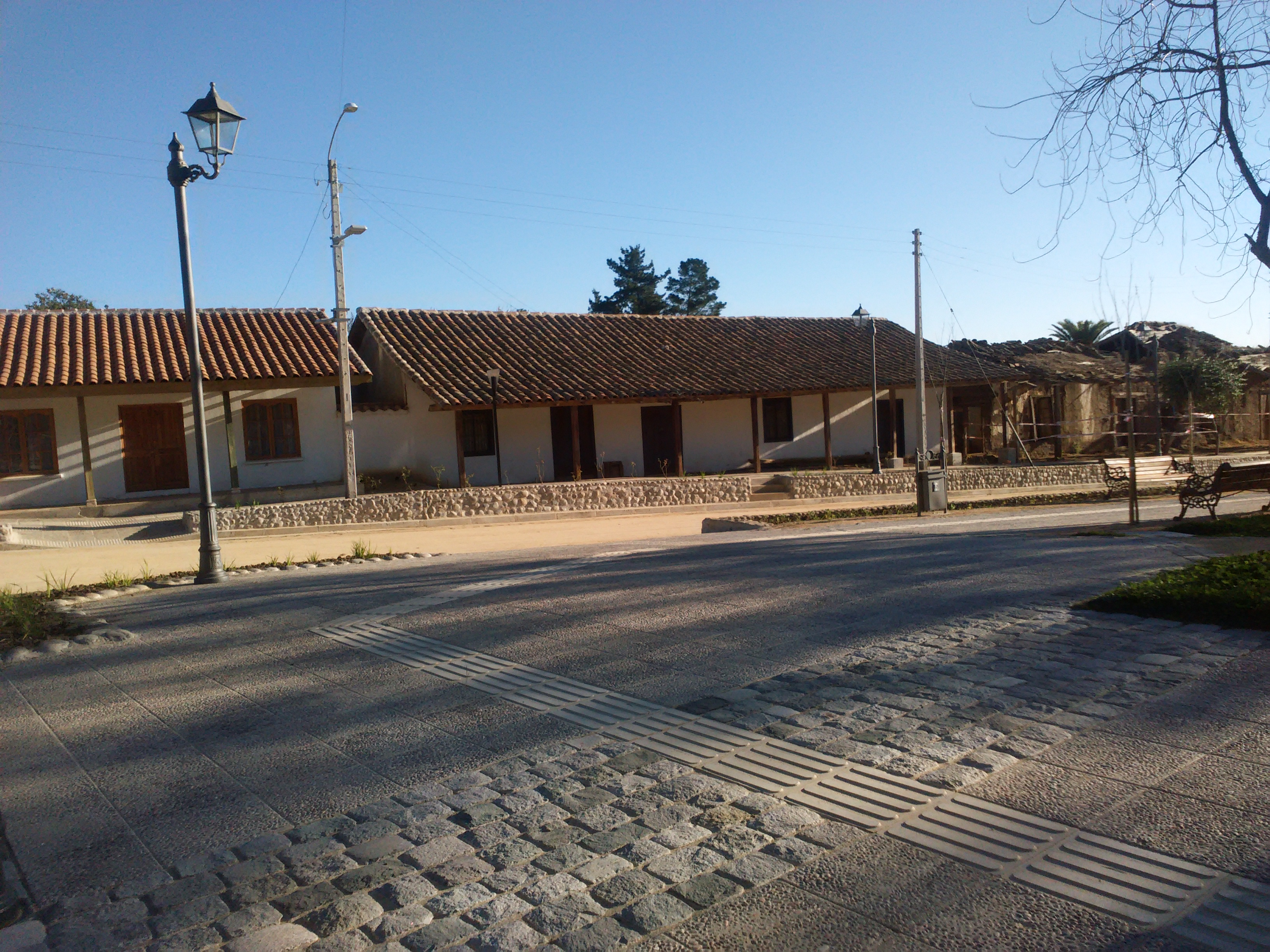
Arquitectura tradicional del pueblo aún perdura

Si se quiere ver hoy día, en su más didáctica y colorida expresión, como lucía una aldea colonial chilena de la zona central, Huerta de Maule es uno de los más inequívocos -y hermosos- ejemplos que subsisten. Sus construcciones son de origen espontáneo y de típica línea criolla. Tienen corredores, porticados con pilares labrados, base de piedra tallada, portones claveteados, zaguanes, aleros, pilares en las esquinas, techo de coligües y tejas. El poblado tiene gran valor histórico, arquitectónico y etnográfico. Su plaza y las cuatro calles que la rodean fueron declaradas Zona Típica, en abril de 1997. 
El terremoto de 2010 lamentablemente destruyó gran parte del antiguo casco histórico colonial que caracterizaba al pueblo.

## Fiestas y Religiosidad
En la Región del Maule, una de las festividades religiosas que congrega mayor cantidad de fieles y que mejor recrea las características de las fiestas patronales del Chile tradicional, es la Fiesta de San Francisco, que se celebra cada 4 de octubre en Huerta de Maule. Esta fiesta representa la viva asociación que une nuestros días con aquel remoto pasado en que el Convento de San Francisco representaba la médula del lugar y de todo un territorio.
La Parroquia San Francisco de Huerta de Maule es muy antigua, ya que se fundó en 1771. Pertenece a la Diócesis de Linares. La iglesia parroquial, de gran valor y atractivo arquitectónico, se levanta en el mismo lugar donde tuvo su emplazamiento el antiguo convento franciscano.

## Otras tradiciones
En el Alto de las Cruces, junto al camino que conduce a Huerta de Maule, había, cercano a un cerro, un montón de piedras de considerable tamaño que era el vestigio de una tradición local por la cual las personas que iban a enterrar a algún pariente dejaban allí una piedra recogida en la falda del cerro. En ese lugar nació el famoso y reconocido psicólogo Roberto Díaz Silva, de connotada participación en las fiestas bohemias del sector.

## Referencias literarias

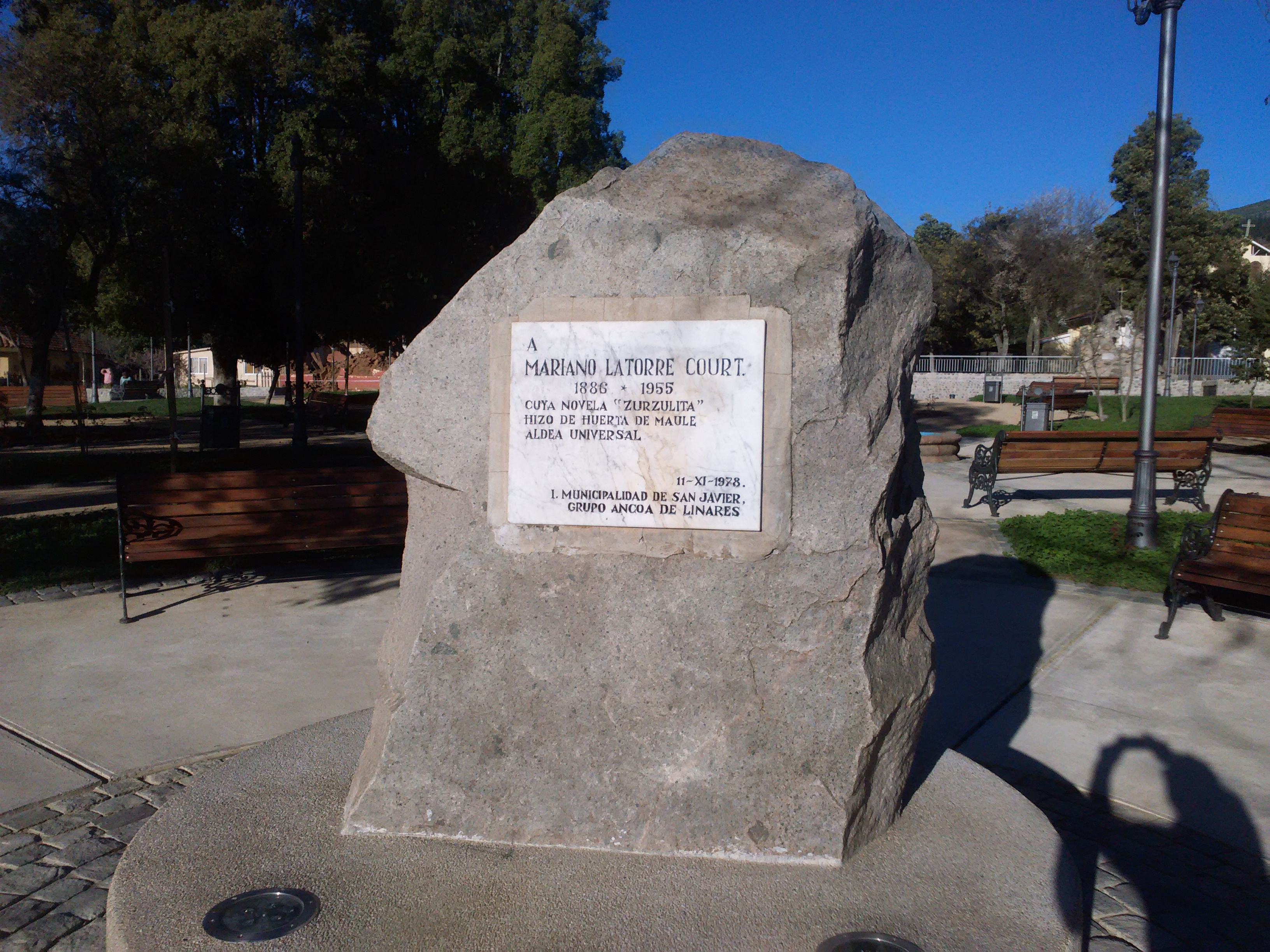
Agradecimiento a Mariano Latorre en la Plaza de Armas del pueblo